# جان باتيست بلانشارد
جان باتيست بلانشارد (بالفرنسية: Jean-Baptiste Blanchard)‏ هو رسام فرنسي، ولد في عقد 1500 في باريس في فرنسا، وتوفي بنفس المكان في 1665.